# Camilo Rebelo
Camilo Rebelo (* 21. April 1972 in Porto) ist ein portugiesischer Architekt und Professor.

## Werdegang
Camilo Rebelo studierte zwischen 1990 und 1996 Architektur an der Universität Porto und arbeitete von 1994 bis 1998 bei Eduardo Souto de Moura in Porto und von 1998 bis 1999 bei Herzog & de Meuron in Basel. Seit 2000 führt er ein eigenes Architekturbüro in Porto und lehrte am Polytechnikum Mailand, Porto Academy, Universität Porto, Accademia di Mendrisio, London Metropolitan Universität, EPF Lausanne, Universität Venedig, KTH Stockholm, Universität Navarra und an der Universität Shanghai. 2013 war er Leiter an der Porto Academy.

Museum für Kunst und Archäologie, Côa-Tal

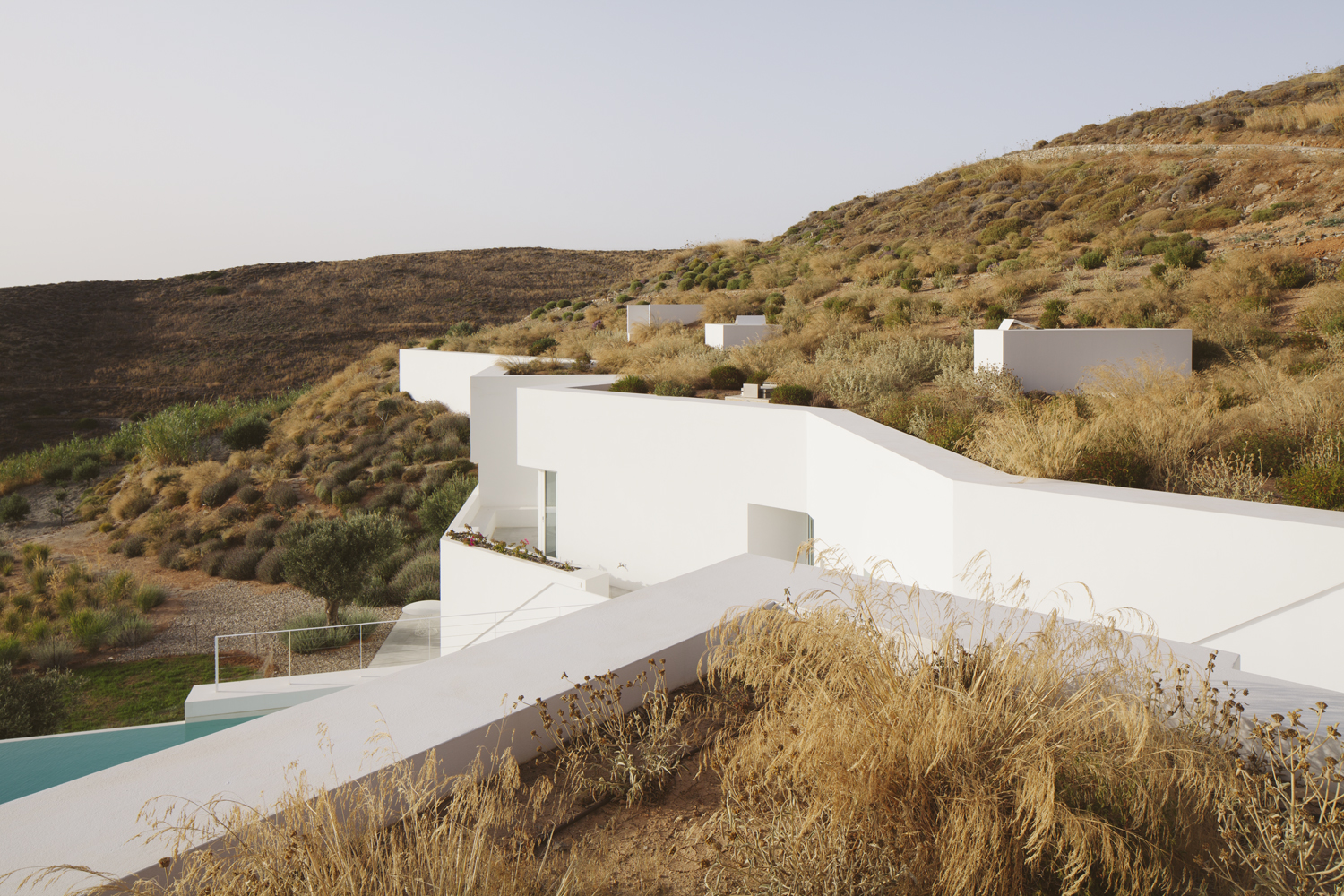
Ktima house, Andiparos

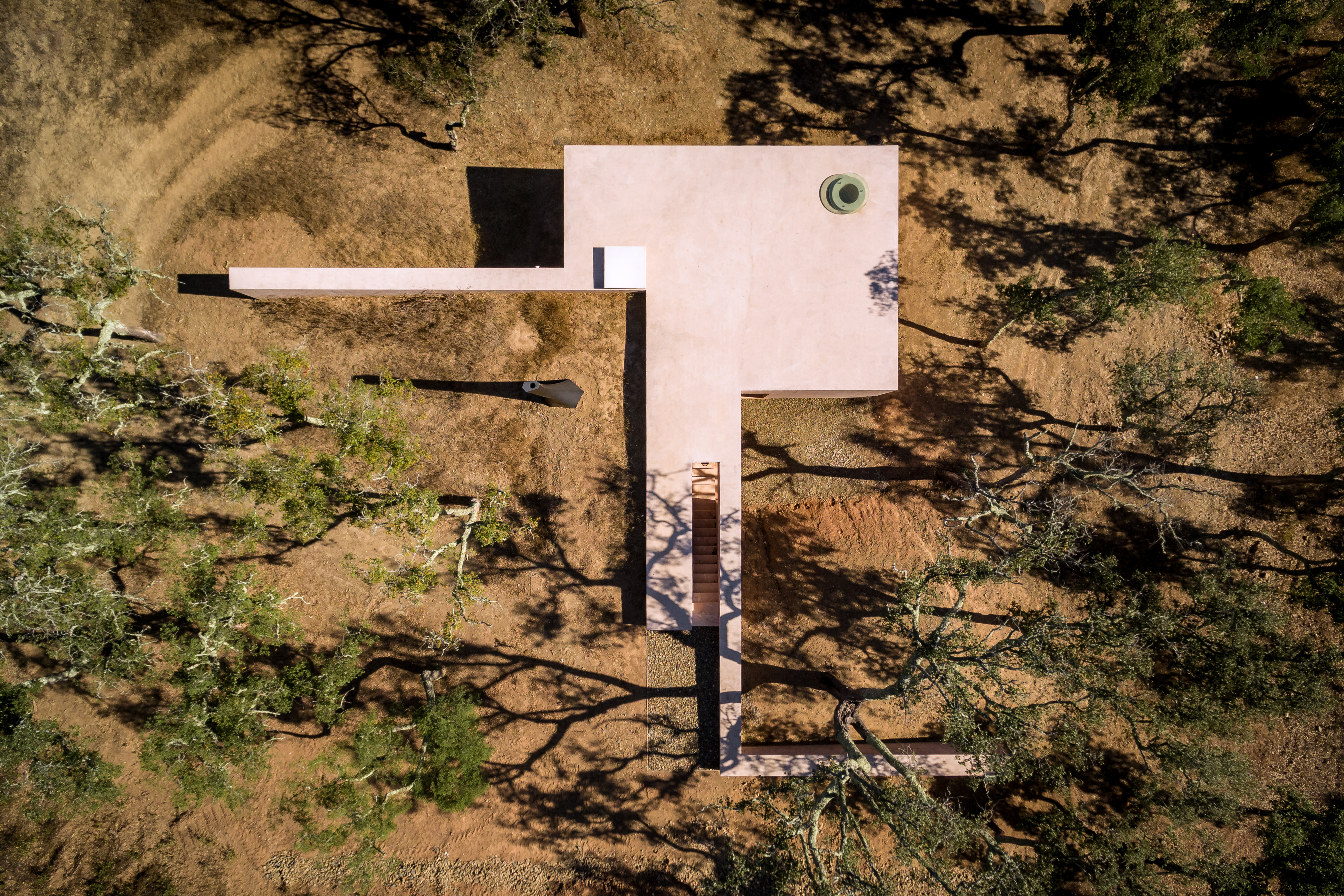
Promise 1, Grândola

## Bauten
Als Mitarbeiter bei Herzog & de Meuron:
- REHAB, Basel
- Tenerife Espacio de las Artes, Santa Cruz de Tenerife

Eigene Bauten:
- 2004–2009: Museum für Kunst und Archäologie, Côa-Tal mit Tiago Pimentel und GOP[3][4]
- 2011–2014: Ktima house, Andiparos mit Susana Martins
- 2012–2018: Promise 1, Grândola mit Cristina Chicau und Patrício Barbosa
- 2017–2019: Miraflor House, Porto

## Auszeichnungen und Preise
- 2008: Nominierung – Global Portuguese Talent, Architecture
- 2009: Architecture Europe 40 under 40 Award
- 2012: Nominierung – Swiss Architectural Award[5]
- 2013: Bauwelt Preis für Museum für Kunst und Archäologie, Vale do Côa[6]
- 2013: Baku UIA International Award für Museum für Kunst und Archäologie, Côa-Tal
- 2015: Nominierung – Mies van der Rohe Preis für Ktima house, Andiparos[7]
- 2017: Baku UIA International Award für Ktima house, Andiparos
- 2019: Nominierung – Mies van der Rohe Preis für Promise 1, Grândola[8]
- 2020: Nominierung – Swiss Architectural Award[9]

## Filmografie
- 2017: Ktima House in Extraordinary Homes Underground, BBC2

## Bücher
- OLIM. A+A Books, 2021
- Mesa. Eduardo Souto Moura. 30 years, selected projects.